# Vitkronad pungmes
Vitkronad pungmes (Remiz coronatus) är en asiatisk fågel i familjen pungmesar inom ordningen tättingar.

## Utseende och läte
Vitkronad pungmes är en mycket liten fågel med en kroppslängd på endast tio centimeter. Den liknar pungmesen i form och storlek, men har tunnare näbb och mindre kraftiga ben. Hanen har vitaktigt huvud med smal svart ansiktsmask, ett svart band i nacken, skilt från den kastanjefärgade ovansidan genom ett vitt halsband. Undersidan är vitaktig med enstaka kastanjefärgade fläckar. Den är blekare än pungmesen och är olikt denna aldrig kastanjefärgad på huvudet.
Honan är mattare och blekare, där baksidan av hjässan är blekgrå samt mask och tygel blekare och brunare. Halsbandet är blekgrått och undersidan har en anstrykning av blekrosa. Lätet liknar pungmesens, ett tunt psiii, men är något kortare och fylligare.

## Utbredning och systematik
Fågeln häckar i lövskogar i södra centrala Eurasien och övervintrar söderut till nordvästra Indien. Den delas in i två underarter med följande utbredning:
- Remiz coronatus coronatus – södra Kazakstan till nordvästra Kina, norra Afghanistan och östra Turkmenistan
- Remiz coronatus stoliczkae – östra Kazakstan till södra Sibirien, centrala Mongoliet och norra Kina

Underarterna övergår i varandra i sydöstra Kazakstan, men verkar intressant nog ha olika häckningsbeteenden, där coronatus är monogam medan stoliczkae är polygam.
Arten häckar även i nordöstra Iran och ses i ett större område i östra Iran under flyttning. Ett fynd från Österrike från 1 augusti 1987 har avfärdats efter ny bedömning.
Vissa behandlar den som en underart till kinesisk pungmes. En DNA-studie från 2017 visar dock att både kinesisk och vitkronad pungmes utgör väl skilda evolutionära utvecklingslinjer, både från varandra och från komplexet pungmes-svarthuvad pungmes. Den är också ekologiskt åtskild från vasslevande svarthuvad pungmes i Kazakstan.

## Levnadssätt
Vitkronad pungmes förekommer både i låglänta områden och bergstrakter och häckar i flodnära skogar och buskage, lokalt i trädgårdar i byar och små städer. Den verkar vara beroende av tillgång på pil och poppel för bomaterial. Under flyttning ses den även i gräsmarker, vassbälten, fruktträdgårdar och skogsområden. I Pakistan övervintrar den i bevattnade skogsplantage, kring vattenreservoarer, i vass samt i stånd av akacior, tamarisk och Dalbergia sissoo utmed vattendrag. Den livnär sig av insekter och spindlar, vintertid frön. I norra Mongoliet utgörs födan av pilfrön.

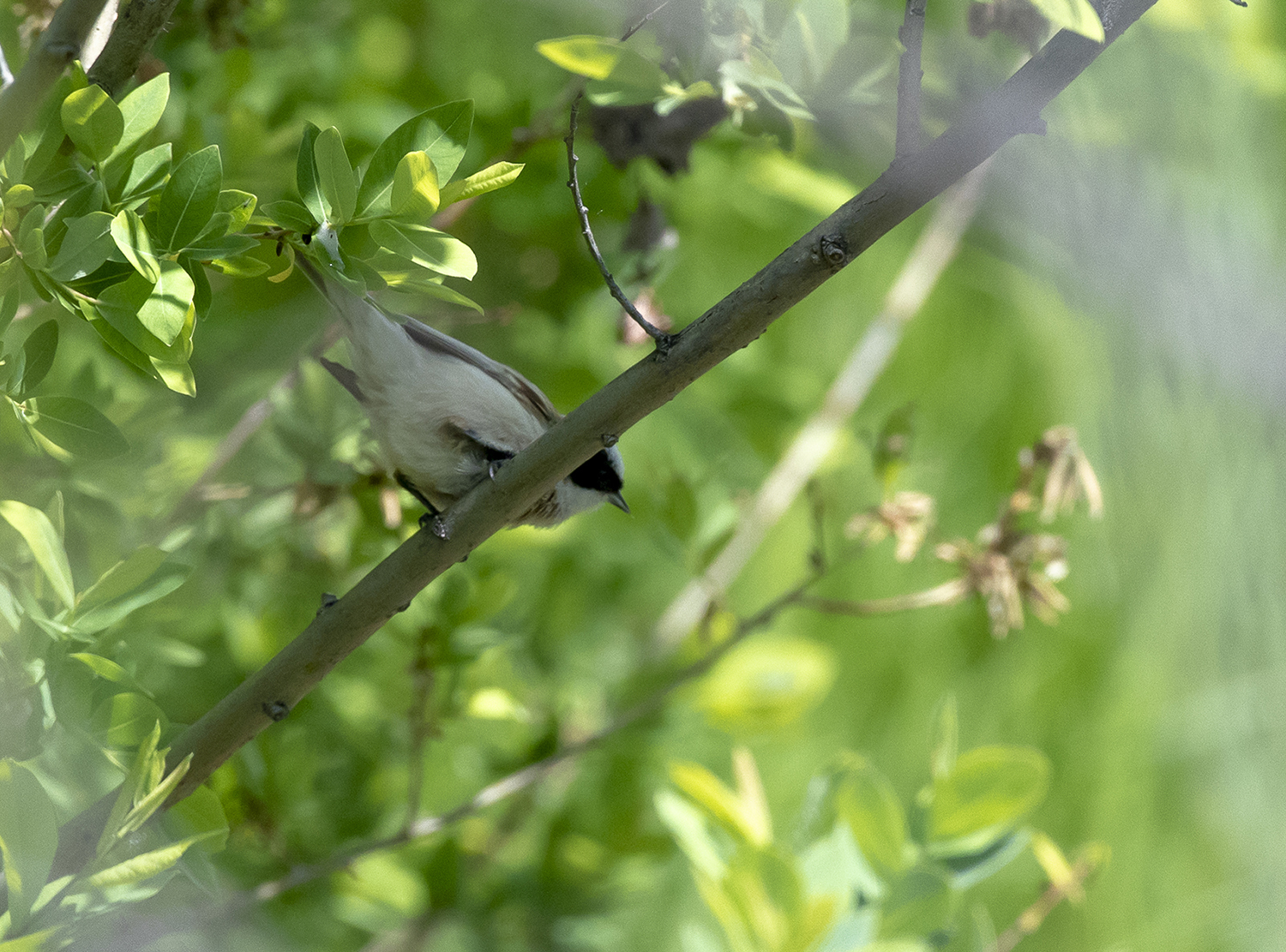

### Häckning
Fågeln häckar i maj-juni och bygger ett hängande, klotformat bo likt pungmesens, alltid placerad i ett träd, vanligtvis sex till åtta meter ovan mark längst ut på en horisontell gren. Den bygger ett nytt bo varje år, dock ofta i närheten av ett gammalt. Den lägger tre till nio ägg och hanen matar honan på boet.

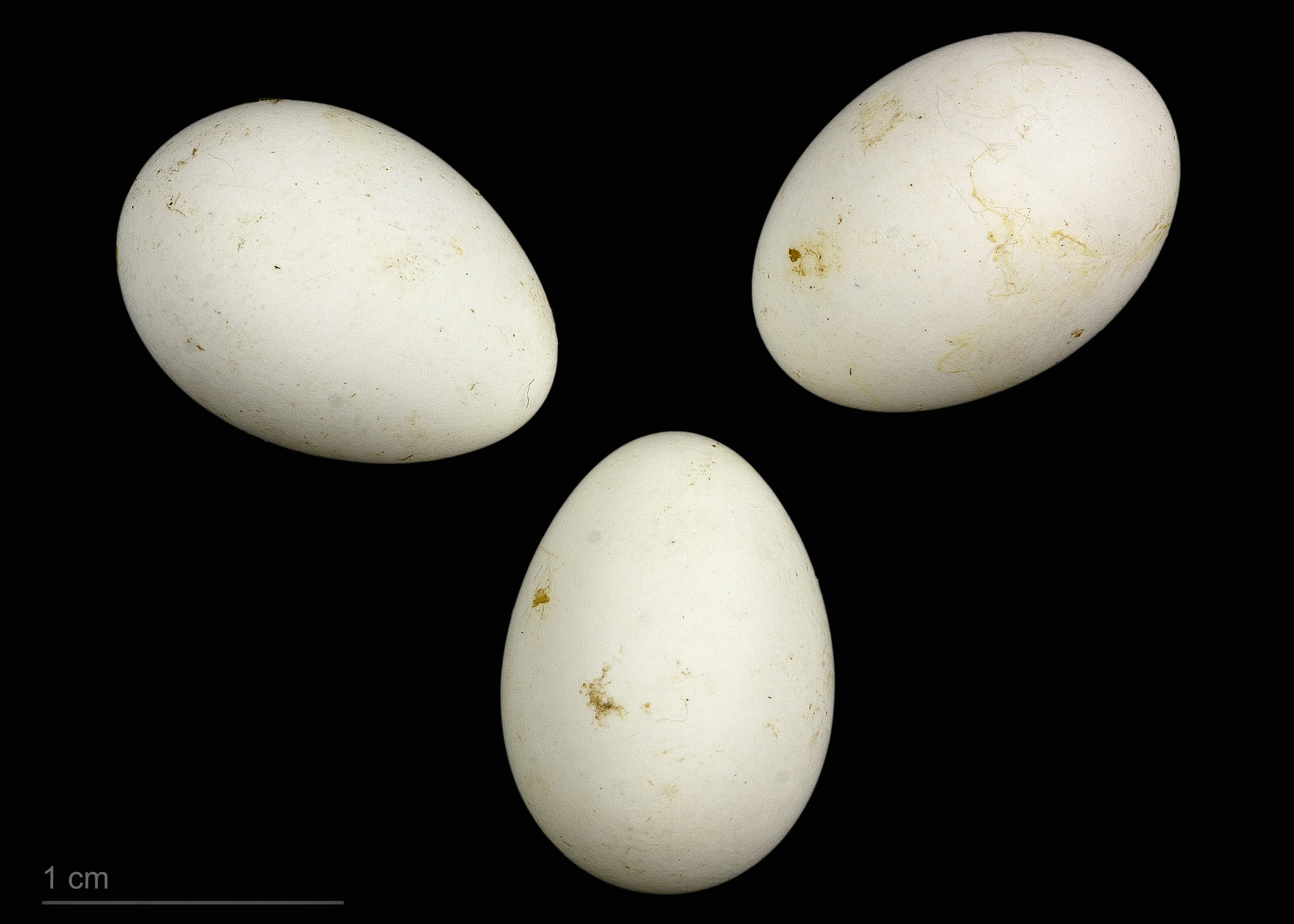
Ägg från vitkronad pungmes.

## Status och hot
Arten har ett stort utbredningsområde och en stor population, men tros minska i antal, dock inte tillräckligt kraftigt för att den ska betraktas som hotad. Internationella naturvårdsunionen IUCN kategoriserar därför arten som livskraftig (LC). Världspopulationen har inte uppskattats men den beskrivs som varken sällsynt eller särskilt vanlig i Centralasien och sparsam till sällsynt i sydöstra Ryssland.